# Trans Canada Highway
Trans Canada Highway è il sesto EP realizzato dal gruppo musicale scozzese Boards of Canada.

## Il disco
Pubblicato nel 2006, l'EP contiene il primo videoclip nella storia del gruppo. Il video, formato da diversi clip di filmati in stile documentaristico, accompagna la prima traccia dell'EP, Davyan Cowboy, già presente nell'album The Campfire Headphase.
La pubblicazione dell'album era prevista per il 6 giugno 2006, un chiaro riferimento al numero della bestia, spesso richiamato negli album del gruppo scozzese. In seguito, però, la pubblicazione è stata posticipata.

## Tracce
1. Davyan Cowboy – 5:01
2. Left Side Drive – 5:20
3. Heard from Telegraph Lines – 1:09
4. Skyliner – 5:40
5. Under the Coke Sign – 1:31
6. Dayvan Cowboy (Odd Nosdam Remix) – 9:19

Durata totale: 28:00